# جاکومو ونتوری
جاکومو ونتوری (انگلیسی: Giacomo Venturi؛ زادهٔ ۲ ژانویهٔ ۱۹۹۲) بازیکن فوتبال اهل ایتالیا است.
از باشگاه‌هایی که در آن بازی کرده‌است می‌توان به باشگاه فوتبال کرمونزه و باشگاه فوتبال بولونیا اشاره کرد.
وی همچنین در تیم ملی فوتبال زیر ۲۰ سال ایتالیا بازی کرده‌است.